# Merz (Ragow-Merz)
Merz (niedersorbisch Měrc) ist ein bewohnter Gemeindeteil der Gemeinde Ragow-Merz des Amtes Schlaubetal im Landkreis Oder-Spree in Brandenburg.

## Geographie
Der Ort liegt drei Kilometer östlich von Ragow und sieben Kilometer südwestlich von Müllrose. Die Nachbarorte sind Försterei Ragow im Norden, Müllrose im Nordosten, Mixdorf im Osten, Grunow im Südosten, Schneeberg und Oegeln im Südwesten, Ragow im Westen sowie Radinkendorf im Nordwesten.

## Geschichte
Am 25. Juli 1952 wurde die Gemeinde Merz ein Teil des neuen Kreises Beeskow. Seit dem 23. Juni 1992 wird der Ort vom Amt Schlaubetal verwaltet und seit dem 6. Dezember 1993 zählt er zum Landkreis Oder-Spree.
Zum 1. Juni 2002 schlossen sich die bis dahin selbständigen Gemeinden Merz und Ragow zur neuen Gemeinde Ragow-Merz zusammen.
Einwohnerentwicklung
| Jahr      | 1875 | 1890 | 1910 | 1925 | 1933 | 1946 | 1993 | 1994 | 1995 | 1996 | 1997 | 1998 | 1999 | 2000 | 2001 | 2006 |
| --------- | ---- | ---- | ---- | ---- | ---- | ---- | ---- | ---- | ---- | ---- | ---- | ---- | ---- | ---- | ---- | ---- |
| Einwohner | 309  | 184  | 225  | 257  | 215  | 304  | 208  | 216  | 209  | 212  | 218  | 225  | 238  | 239  | 234  | 239  |

## Kultur und Sehenswürdigkeiten
- Die Dorfkirche Merz ist eine spätgotische Feldsteinkirche. Im Innern steht unter anderem ein spätbarocker Kanzelaltar mit einem Kanzelkorb aus der ersten Hälfte des 17. Jahrhunderts.